# 江口祐司
江口 祐司（えぐち ゆうじ、1982年12月11日 - ）は、日本のプロダーツプレイヤー。
ニックネームはえぐちょ。血液型O型。170cm。利腕：右。利目：右。

## 主な成績
| 2007年 | SUPERDARTS | 優勝               |
| 2008年 | burn.      | 優勝               |
| 2009年 | PERFECT    | 年間ランキング2位  |
| 2010年 | PERFECT    | 年間ランキング2位  |
| 2011年 | PERFECT    | 年間ランキング4位  |
| 2012年 | JAPAN      | 年間ランキング25位 |
| 2012年 | THE WORLD  | 年間ランキング6位  |
| 2013年 | JAPAN      | 年間ランキング4位  |
| 2013年 | THE WORLD  | 年間ランキング8位  |
| 2014年 | JAPAN      | 年間ランキング7位  |
| 2014年 | THE WORLD  | 年間ランキング7位  |
| 2015年 | JAPAN      | 年間ランキング10位 |
| 2015年 | THE WORLD  | 年間ランキング10位 |

## ダーツ・セッティング
- バレル：SR 江口祐司モデル（Zephyr）
- シャフト：Fit Shaft GEAR  Normal Spin Type White ＜4＞（COSMODARTS）
- フライト：Fit Flight【AIR】×江口祐司 Ver.3＜Shape White MIX＞（COSMODARTS）
- チップ：Fit Point Plus（COSMODARTS）

## 主なスポンサー
- DARTS HiVe（ダーツハイブ）
- 前嶋工業
- 古川エージェンシー
- ホテイフーズ
- Zephyr

## home location
- BAGUS 横浜西口

## 参照
- JAPAN 選手名鑑 江口 祐司
- BAGUS｜BAGUS OFFICIAL PLAYERS NIGHT
- SUPER DARTSの初代王者であり“ミスター SUPER DARTS”とも称された江口祐司。
- プロダーツプレイヤー江口祐司さんとスポンサー契約を結びました。
- 【DVD】ポートレイト・イン・ダーツ 3 江口祐司